# 桜井浩子
桜井 浩子（さくらい ひろこ、1946年3月4日 - ）は日本の女優。円谷プロダクション所属のコーディネーター、プロデューサーでもある。『ウルトラQ』の毎日新報・カメラマン・江戸川由利子役、『ウルトラマン』のフジ・アキコ隊員役で知られる。
本名は古矢浩子。愛称はロコ。東京都出身。

## 来歴

『ウルトラマン』。左から二瓶正也、石井伊吉、小林昭二、桜井浩子、黒部進、津沢彰秀。

少女雑誌『なかよし』連載の小説「ひとみちゃん」が写真小説に変わるにあたってモデルを募集していたのに応募、抜擢されて1956年1月号よりヒロインを務めてメディアに初登場。作者の三谷晴美はのちの瀬戸内寂聴である。
児童劇団に所属した1957年（昭和32年）に子役として『船頭姉妹』『逢いたいなァあの人に』に出演する。14歳のときにコンテスト「ジャクリーヌ・ササール（フランスの女優）に似ている人」に応募、当選確実になりながら年齢資格に満たず失格。そのときたまたま東宝のプロデューサーに認められて1961年、中学卒業と同時に東宝へ入社。オール東宝ニュータレント1期生となる。同期に丸山謙一郎、藤山陽子がいる。同年『紅の海』（谷口千吉監督作品）で本格的にデビュー。ついで『河のほとりで』（千葉泰樹監督作品）、『社長外遊記』、『続・社長外遊記』（いずれも松林宗恵監督作品）、『青べか物語』（川島雄三監督作品）などに出演。なかでも、『青べか物語』の左卜全の初恋の少女役が認められ、中川ゆき、南弘子と共に『スリー・チャッピーズ』として売り出される。この時代の作品は、ほかに『お姐ちゃん三代記』（筧正典監督作品）、『ああ爆弾』（1964・岡本喜八監督作品）
などがある。
1966年1月スタートの『ウルトラQ』（TBS／円谷プロダクション。製作決定は1964年8月、クランクインは同年9月27日。桜井は当時18歳）に、カメラマン・江戸川由利子役で出演し注目を浴びる。同年7月からは後番組の『ウルトラマン』に科学特捜隊のフジ・アキコ隊員役で引き続き出演し、更に人気を確かなものにした。この2役により、テレビの特撮番組におけるヒロインの草分け的存在となった。
1967年『颱風とざくろ』を最後に東宝を退社しテレビドラマを中心に活動。時代劇や刑事ドラマでは悪女役も多く演じた。1971年には実相寺昭雄監督のATG映画『曼陀羅』でヌードを披露。昭和期のウルトラシリーズでは1967年に『ウルトラセブン』、1974年に『ウルトラマンレオ』、1981年に『ウルトラマン80』にゲスト出演している。この時期、大人メディアによる最初のウルトラマンブームが発生、桜井も雑誌『宇宙船』などの回顧インタビューに応じ「キンキン声の由利ちゃんは、フランス映画が似合うような大人の女性になっていました」などと持ち上げられている。
東宝を退社後はテアトル・ド・ポッシュ、劇団六月劇場、アマチプロゼに所属していた。
1980年代後半には女優業は半ば休止状態になったが、1990年代中盤になるとウルトラブームの再燃もあり、活動を再開。1994年に上梓した『ウルトラマン青春記―フジ隊員の929日』（小学館）は特撮関連の出演者・スタッフによる自伝的著作の先駆けとなった。
近年は円谷プロに所属。2005年には『ウルトラマンマックス』にヨシナガ教授役としてレギュラー出演し、黒部進扮するトミオカ長官とのハヤタ・フジコンビの共演で話題を集めた。2008年の映画『大決戦!超ウルトラ8兄弟』では、パラレルワールドでハヤタの妻「ハヤタ・アキコ」となっているフジ・アキコを41年振りに演じている。
俳優業のかたわら、円谷プロでコーディネーター、プロデューサーを務め、メディアやイベントなどにもたびたび登場している。
2021年1月にはYouTubeチャンネル『ROCO TALK』を開設し、ゲストを招いてトークを披露している（#外部リンクを参照）。その後、同年8月には二瓶正也が死去したことから「明日は我が身という思いがあり、撮影のふとした事を覚えているうちに皆さんにお知らせしておきたい」とTwitterも開設している。

## 人物
少女時代から、小説『悲しみよこんにちは』の作者フランソワーズ・サガンの大ファンである。

## 出演作品

### 映画
- 船頭姉妹（1957年、東映） - よし子（少女時代）
- アワモリ君売出す（1961年、東宝） - 客
- 紅の海（1961年、東宝） - 優子
- 花影（1961年、東宝） - 早苗
- 青べか物語（1962年、東宝） - お秋
- 高校生と女教師 非常の青春（1962年、東宝） - 長谷川澄江
- 河のほとりで（1962年、東宝） - 高山妙子
- 社長シリーズ
  - 社長外遊記（1963年、東宝） - 社長（森繁久弥）の娘・ひろみ
  - 続・社長外遊記（1963年、東宝） - ひろみ
- 憂愁平野 (1963年、東京映画)
- 江分利満氏の優雅な生活（1963年、東宝） - 泉俊子
- お姐ちゃん三代記（1963年、東宝） - 高野花世
- ミスター・ジャイアンツ 勝利の旗（1964年、東宝） - 優勝祝賀パーティの客
- ああ爆弾（1964年、東宝） - 銀行秘書
- 甘い汗（1964年、東宝） - 玉子
- 奇巌城の冒険（1966年、東宝） - 侍女[1]
- 颱風とざくろ（1967年、東宝） - 島村秋子
- カモとねぎ（1968年、東宝） - 芳江
- 夜の歌謡シリーズ・命かれても（1968年、東映） - ゆかり
- 怪談残酷物語（1968年、松竹） - お久
- 新宿そだち（1968年、松竹） - 栗原繁子
- 喜劇・深夜族（1969年、東宝） - 美智子
- 銭ゲバ（1970年、東宝） - 秋葉宏子
- おんな牢秘図（1970年、大映） - お仙
- 悪名尼（1971年、大映） - 法順尼
- 喜劇 夜光族（1971年、東宝） - みどり
- 曼陀羅（1971年、ATG） - 康子
- やさしいにっぽん人（1971年、東プロ） - 若い母親
- 哥（1972年、ATG） - 藤野
- 歌麿 夢と知りせば（1977年、日本ヘラルド映画） - お志麻
- 港のヨーコ・ヨコハマ・ヨコスカ（1975年、松竹） - 美容院の客
- 不連続殺人事件（1977年、ATG） - 矢代京子
- ウルトラシリーズ
  - 実相寺昭雄監督作品ウルトラマン（1979年、松竹富士） - フジ・アキコ隊員
  - ウルトラマンゼアス（1996年3月9日、松竹） - 主婦
  - 甦れ!ウルトラマン（1996年、松竹） - フジ・アキコ（富士明子）隊員の声
  - ウルトラマンゼアス2 超人大戦・光と影（1997年4月12日、松竹） - 主婦
  - ウルトラマンコスモス THE FIRST CONTACT（2001年、松竹） - 野次馬の女性、クレバーゴンの声
  - ウルトラマンメビウス&ウルトラ兄弟（2006年、松竹）※友情出演 エンドロールに登場
  - 大決戦!超ウルトラ8兄弟（2008年、松竹） - ハヤタ・アキコ
- マルタイの女（1997年、東宝） - カラオケ店員
- デスカッパ（2010年、インターフィルム）
- ニッポニア・ニッポン（2019年、ラピュタ阿佐ヶ谷）

### テレビドラマ
- 東芝日曜劇場 / 文鳥（1963年、TBS）
- 母と娘たち（1964年、NET）
- ウルトラシリーズ
  - ウルトラQ（1966年、TBS / 円谷プロ） - 江戸川由利子[1][注釈 4]
  - ウルトラマン（1966年 - 1967年、TBS / 円谷プロ） - フジ・アキコ隊員[1][注釈 5]
  - ウルトラセブン 第12話「遊星より愛をこめて」（1967年、TBS / 円谷プロ） - 山辺早苗[注釈 1]
  - ウルトラマンレオ 第30話「日本名作民話シリーズ! 怪獣の恩返し -鶴の恩返しより-」（1974年、TBS / 円谷プロ） - 星村かな子（ローラン）
  - ウルトラマン80 第41話「君はゼロ戦怪鳥を見たくないかい?」（1981年、TBS / 円谷プロ） - 斉藤美絵子（武夫の母）
  - ウルトラセブン 太陽エネルギー作戦（1994年、NTV / 円谷プロ） - サクライ・ヒロコ（特別出演）
  - ウルトラマンコスモス（2001年 - 2002年、MBS / 円谷プロ） - クレバーゴンの声
  - ウルトラマンマックス（2005年 - 2006年、CBC / 円谷プロ） - ヨシナガ教授
- 快獣ブースカ 第18話「こちらブースカ! 110番」（1967年、NTV / 円谷プロ） - YYテレビリポーター
- 太陽のあいつ（1967年、TBS）
- マイティジャック 第9話「地獄への案内者（ガイド）」（1968年、CX / 円谷プロ） - 泉江里子
- さむらい（1968年 - 1969年、NET）
- 怪奇大作戦 第4話「恐怖の電話」（1968年、TBS / 円谷プロ） - 滝口令子
- しまった! 第6話「男なら大言壮語すべし」（1968年、TBS）
- ザ・ガードマン（TBS / 大映テレビ室）
  - 第177話「女猫・宝石泥棒」（1968年） - 魔子
  - 第204話「ガードマンを死刑台に送れ」（1969年）
  - 第205話「ズッコケ野郎は骨までしゃぶれ」（1969年）
  - 第228話「化物屋敷に三匹の狼」（1969年）
  - 第237話「日曜は銀行爆破」（1969年）
  - 第245話「何が幽霊屋敷に起こったか」（1969年）
- 夜の主役 第6話「青い夏の終り」（1968年、NTV / 大映テレビ室）
- 雪やこんこん（1968年、CX）
- 37階の男 第21話「花びらが考えるとき」（1968年、NTV / 東宝）
- キイハンター（TBS / 東映）
  - 第37話「殺人鬼お呼びの時間」（1968年）
  - 第57話「脱走（とんずら）行進曲」（1969年）
  - 第172話「ダイヤモンドと女と泥棒たち」（1971年） - アケミ
  - 第242話「ジャンボ旅客機爆破事件」（1972年）
- 特別機動捜査隊（NET / 東映）
  - 第379話「決斗」（1969年） - 美弥子
  - 第566話「俺には親がいねえんだ!」（1972年） - 由美子
  - 第602話「香港から来た女」（1973年）
  - 第610話「恐るべき幽霊」（1973年） - 河村さゆり
  - 第703話「禁じられた詩」（1975年） - 二宮佐知子
  - 第720話「待っている女」（1975年）
  - 第736話「ガラスの橋」（1975年） - 晶子
  - 第760話「三億円エレジー」（1976年） - 堂園留美
  - 第772話「妻と愛人のメロディー」（1976年） - 中根百合子 / 新井節子（二役）
  - 第792話「情念の女」（1977年） - 三宅雪江
- 素浪人 花山大吉 第37話「バカにかまってバカをみた」（1969年、NET / 東映） - お初
- 青空にとび出せ! 第24話「ヒットラー、お前は誰だ?!」（1969年、TBS / 国際放映）
- 孤独のメス 第2話「兄弟仁義」（1969年、TBS / 国際放映） - 小山夕子
- 待ってますワ（1969年、TBS）
- プレイガールシリーズ （12ch / 東映）
  - プレイガール
    - 第14話「スリラー・女が骨まで愛するとき」（1969年） - 竹中キミエ
    - 第190話「男泣かせの濡れた肌」（1972年） - シン子
    - 第234話「ばら山荘恐怖の連続殺人」（1973年） - アキ
    - 第243話「恐怖の目撃者」（1973年） - 吉沢美紀
    - 第255話「冬の夜の華麗なる殺人パーティ」（1974年） - 山辺サト子

  - プレイガールQ 第8話「現代オカルト美女仕掛人」（1974年） - 大島マキ子
- 怪奇ロマン劇場 第7話・第8話「四谷怪談」（1969年、NET / 東映）
- 夫よ男よ強くなれ 第7話「浮気でもしてみたら?!」（1969年、NET）
- 銭形平次（CX / 東映）
  - 第176話「荒海の虹」（1969年） - お雪
  - 第353話「狙われた町奉行」（1973年） - お兼
  - 第722話「消えた花嫁」（1980年） - お時
- 独身のスキャット（1970年、TBS / 円谷プロ） - あやの
- ライオン奥様劇場 / 熱砂の慕情（1970年、CX / 松竹）
- 浮世絵 女ねずみ小僧（CX / C.A.L） - 女ねずみ小僧の配下
  - 第1シリーズ 第2話「霧の夜の襲撃」（1971年）
  - 第1シリーズ 第13話「必殺の花嫁」（1971年）
- 水戸黄門 第3部 第12話「消えた密書 -宮-」（1972年、TBS / C.A.L） - おけい
- 木枯し紋次郎 第6話「大江戸の夜を走れ」（1972年、CX / C.A.L） - お栄
- ミラーマン 第24話「カプセル冷凍怪獣コールドンに挑戦せよ!」（1972年、CX / 円谷プロ） - 謎の女（インベーダー）
- 忍法かげろう斬り 第22話「風魔の佳人（おんな）」（1972年、KTV / 東映） - 霞
- 遠山の金さん捕物帳 第155話「わが子を追いつめる男」（1973年、NET / 東映）
- 土曜日の女シリーズ / 明日に喪服を（1973年、NTV）
- 非情のライセンス（NET [第3シリーズよりANB] / 東映）
  - 第1シリーズ 第18話「兇悪の里」（1973年） - 石森あずさ
  - 第2シリーズ 第39話「やさしい兇悪」（1975年） - 夜の女
  - 第2シリーズ 第45話「洞爺湖に散った兇悪」（1975年） - 児玉康子
  - 第3シリーズ 第5話「兇悪の祈り・国外逃亡を阻止せよ!」（1980年） - 岩間和子
- アイフル大作戦 第14話「真夏に死人はスキーする!」（1973年、TBS / 東映） - 茜不動産社長秘書（牧場主・藤井の娘）
- 風の中のあいつ 第21話「男の世界は罠だらけ」（1974年、TBS / 渡辺企画）
- 必殺シリーズ（ABC / 松竹）
  - 暗闇仕留人 第25話「晒されて候」（1974年） - お道
  - 必殺仕業人 第25話「あんたこの毒手をどう思う」（1976年） - お咲
  - 江戸プロフェッショナル 必殺商売人 第26話「毒牙に噛まれた商売人」（1978年） - おりん
  - 必殺渡し人 第9話「無縁墓地で渡します」（1983年） - お紋
- 斬り抜ける 第10話「女が炎になるとき」（1974年、ABC / 松竹） - とせ
- 俺たちの勲章 第19話「わかれ」（1975年、NTV / 東宝）
- 長崎犯科帳 第16話「帰って来た男」（1975年、NTV / ユニオン映画） - おとせ
- 燃える捜査網 第8話「首位打者が消えた!?」（1975年、NET / 東映） - 山下純子
- 夜明けの刑事 第53話「星空に宝石が消えた!!」(1975年、TBS / 大映テレビ)　- 目撃者
- Gメン'75（TBS / 東映）
  - 第34話「警視庁の中のスパイ」（1976年） - 道代
  - 第147話「パリ行きスペイン特急」・第148話「ヨーロッパ特急大爆破」（1978年） - 大月冴子（国際テロリスト）
  - 第244話「女教師の殺人!」（1980年） - ジプシー・メルサ（占い師）
- 十手無用 九丁堀事件帖 第26話「九丁堀ニセ者大作戦」（1976年、NTV / 東映） - 安
- 新・二人の事件簿 暁に駆ける!　第29話「約束」（1977年、ABC / 大映テレビ）
- 宇宙鉄人キョーダイン 第18話「出たーっ!! 闇から襲う狼人間」（1976年、MBS / 東映） - まゆみ
- 江戸の旋風II 第42話「人質をとり返せ」（1977年、CX / 東宝）
- 伝七捕物帳 第135話「江戸の悪太郎」（1977年、NTV / ユニオン映画） - お町
- 破れ奉行 第28話「二十五年目の父子唄」（1977年、ANB / 中村プロ）
- 刑事犬カール 第19話「ワンワン子守歌」（1978年、TBS / 東京映画） - 節子
- 特捜最前線（ANB / 東映）
  - 第61話「目撃・髪を残した女!」（1978年）
  - 第95話「爆破魔・傷だらけのアイドル!」（1979年）
  - 第108話「午前0時に降った死体!」（1979年） - 岡本明美（ホステス）
  - 第126話「姿なき誘拐魔!」（1979年）
  - 第153話「上野発“幻”駅行!」（1980年）
  - 第494話「下着パーティを覗いた女!」（1986年） - 節代の同級生
- 新幹線公安官 第2シリーズ 第2話「親不孝最終便」（1978年、ANB / 東映） - 清水よしえ
- 大江戸捜査網 第367話「遺産に群がる狐と狸」（1978年、12ch / 三船プロ） - おみね
- 暴れん坊将軍（ANB / 東映）
  - 吉宗評判記 暴れん坊将軍 第55話「奮戦! いも侍」（1979年） - 勢以
  - 暴れん坊将軍II 第7話「わらべ地蔵の子守唄」（1983年） - お辰
- ザ・スーパーガール 第11話「女は一発で勝負する」（1979年、12ch / 東映） - 辻美代子
- 熱中時代 刑事編 第26話「ハッピーだぜ! 熱中刑事」（1979年、NTV / ユニオン映画） - 前野津万子
- 新五捕物帳（NTV / ユニオン映画）
  - 第113話「鈴哀し夢の故郷 」（1980年） - おちか
  - 第131話「命賭けた女」（1981年） - おたき
- 新・江戸の旋風 第3話「悪女伝の女たち」（1980年、CX / 東宝） - お絹
- 旅がらす事件帖 第6話「流転の女・別れ雨」（1980年、KTV / 国際放映） - まさ
- 警視庁殺人課 第14話「連続美女殺人事件・女を喰う虫」（1981年、ANB / 東映） - 杉江ケイコ
- 赤かぶ検事奮戦記 第2シリーズ 第12話「九官鳥は偽証する」（1982年、ABC / 松竹） - 斉藤博美
- ザ・ハングマン（ABC / 松竹）
  - ザ・ハングマンII
    - 第10話「引き裂かれた水着 スキャンダル殺人」（1982年） - 井上晴美
    - 第27話「癌殺人の恐怖!! 人体実験の女を救え」（1982年） - 村木夫人

  - 新ハングマン 第19話「浮浪者を襲う医大教授と浮気夫人」（1983年） - 尾崎君枝
  - ザ・ハングマン4　第22話「検察官が新種の麻薬づくりを強要する!」（1985年） - 小宮山敦子
- 右門捕物帖 第5話「謀殺・からくり御用帖」（1982年、NTV / ユニオン映画）
- 大奥 第40話「消えた女の伝説」・第41話「疑惑の小公女」（1984年、KTV / 東映） - 淡路
- 月曜ワイド劇場 / 母の誤算（1984年、ANB）
- 木曜ゴールデンドラマ（YTV）
  - 不倫 この愛が裁けますか（1984年）
  - 稚い殺意（1985年）
- 火曜サスペンス劇場 / 季節はずれのサンタクロース（1985年、NTV）
- 真・女神転生デビルサマナー（1997年、TX / 円谷映像） - 如月マリー
- 君が人生の時（1997年、TBS） - 安藤
- ブースカ! ブースカ!! 第19話「思い出よびだすレトロノーム」（2000年、TX / 円谷プロ） - 水晶玉占いの老婆
- 女と愛とミステリー / みの刑事の愛の事件簿大作戦〜信濃・東海路同級生連続殺人事件（2003年、TX）
- スカイハイ2 「第二死 バロック」（2004年、EX）

### その他の番組
- ウルトラシリーズ関連番組
  - ウルトラマン前夜祭 ウルトラマン誕生（1966年、TBS / 円谷プロ） - フジ・アキコ隊員
  - ウルトラマンM730 ウルトラ怪獣バトルゲーム（1993年 - 1994年、TX / 円谷プロ）
  - ウルトラマンM730 シュワッチ! イングリッシュ（1994年 - 1995年、TX / 円谷プロ） - ナレーター
  - ウルトラマンティガ&ウルトラマンダイナ 映画の秘密（1998年、MBS） - ナレーター
  - 50人のウルトラマンたち（1999年、TBS） - 案内 役
  - ウルトラマンナイス（1999年、TBS / バンダイ / 円谷プロ） - 夢星キク
  - 徹底検証! ぼくらのウルトラマン伝説 〜昭和のヒーロー「ウルトラQ」、「ウルトラマン」、「ウルトラセブン」誕生秘話〜（2011年、BS日テレ）
- ミッドナイトドリーム「SFXファンタスティック映画祭〜最終夜〜なんたってウルトラマン」（1988年7月9日、YTV）※野長瀬三摩地、満田かずほ、高野宏一、上原正三、佐々木守と共演（竹内義和が進行役）
- 午後は○○おもいッきりテレビ（NTV）
- ぶらぶら美術・博物館（2011年、BS日テレ） - ゲスト

### オリジナルビデオ
- ムーンスパイラル 番外編「赤巻紙、青巻紙、黄巻紙」（1996年、バップ / 円谷プロ） - お母さん
- ウルトラシリーズ
  - ウルトラセブン誕生35周年“EVOLUTION”5部作 EPISODE:1 「ダーク・サイド」（2002年、バップ / 円谷プロ） - サユリ先生（ペガッサ星人）
  - ウルトラQ怪獣伝説 万城目淳の告白（2005年、ジェネオンエンタテインメント / 円谷プロ） - 江戸川由利子
  - ウルトラマン怪獣伝説 40年目の真実（2005年、ジェネオンエンタテインメント / 円谷プロ） - フジ・アキコ

### ラジオ
- ウルトラQ倶楽部（2003年、TBSラジオ） - 江戸川由利子

### インターネット配信
- ウルトラマンナイスの部屋in2011夏（2011年7月8日、ニコニコ生放送）ゲスト
- ウルトラ怪獣御殿（2012年、YouTube / レオパレス21） - ナレーター ※フジ・アキコ隊員名義
- YouTubeチャンネル「ROCO TALK を2021年より開設

### 吹き替え
- Ultraman: Rising（2024年、Netflix） - アミの母親[7]

### その他
- 『ウルトラQ』ソノシート（1966年、朝日ソノラマ） - 江戸川由利子
- 『ウルトラマン』ソノシート（1966年、朝日ソノラマ） - フジ・アキコ隊員
- 『ウルトラQ』店頭プロモーション映像（2001年、デジタルウルトラシリーズ / 円谷プロ）
- 『怪奇大作戦』Vol.3特典映像「キャップ…そして町田警部。俳優、小林昭二を語る」、Vol.6「怪奇大作戦を振り返って」（2004年、デジタルウルトラシリーズ / 円谷プロ）
- 『マイティジャック』VOL.4（2006年、デジタルウルトラシリーズ / 円谷プロ） - オーディオコメンタリー出演 ※第9話音声特典

## 参加作品

### プロデュース作品
- ウルトラQ倶楽部
- 怪獣のあけぼの

### コーディネート作品
- ウルトラマンタロウ DVD封入冊子（2005年）
- ウルトラマンレオ DVD封入冊子（2006年）

### 協力作品
- ゴジラ FINAL WARS DVD特典映像（2005年、東宝）
- シルバー假面（2006年、ジェネオンエンタテインメント） - 企画協力
- 大怪獣バトル ウルトラ銀河伝説 THE MOVIE（2009年、ワーナー・ブラザース）
- ウルトラマンゼロ THE MOVIE 超決戦!ベリアル銀河帝国（2010年、松竹）
- ウルトラマンサーガ（2012年、松竹）

## ディスコグラフィー
- CD 音の怪獣図鑑 VOL.1（1994年） - フジ・アキコ隊員の声でのナレーター
- ウルトラマンメビウス（2006年）※Project DMM with ウルトラ防衛隊の一員として

## 著書
- ウルトラマン青春記―フジ隊員の929日（1994年7月、小学館） ISBN 4093871280
- ウルトラマン創世記（2003年9月、小学館） ISBN 4093874646
- ヒロコ - ウルトラの女神誕生物語（2011年7月、小学館） ISBN 978-4-09-388199-9
- 桜道：『ウルトラマン』フジアキコからコーディネーターへ（2022年8月、小学館） ISBN 978-4-09-388867-7
- 『ウルトラQ』『ウルトラマン』全67作撮影秘話 : ヒロインの記憶（青山通と共著、2024年6月、アルテスパブリッシング）ISBN 978-4-86559-293-1

## 受賞歴
- 2008年度 第18回日本映画批評家大賞 ゴールデン・グローリー賞[8]

## 桜井浩子に相当する役を演じた女優
テレビドラマ
- 実相寺吾子（『ウルトラマンをつくった男たち 星の林に月の舟』） - フジ隊員役の女優・桃井浩美
- 江口ヒロミ（『ウルトラマンマックス』第29話「怪獣は何故現れるのか」劇中にて） - 桜木弘子